# Famille Bembo
Pour les articles homonymes, voir Bembo.
 (juillet 2024).
La famille Bembo vint de Bologne à Venise lors de l'invasion d'Attila et fut au chevet de la ville comme tribuns des îles. Elle appartient aux quatre familles dites évangéliques.
Un palais au bord du Grand Canal à Venise porte son nom : le palazzo Bembo.

## Personnalités
Elle a livré des généraux, ambassadeurs, sénateurs et procurateurs de Saint-Marc ; mais aussi des artistes : peintres, musiciens, écrivains (voir page d'homonymie).
- Marco fut résident de la république à Constantinople et donc vice-Doge et gouverneur vénitien, massacré en 1259 par Michel VIII Paléologue et les génois ;
- Pietro Bembo (1470-1547) fut homme de lettres en langues toscane et latine, secrétaire de Léon X et créé cardinal par Paul III ; évêque d'Eugubio et Bergame, il a sa tombe à l'église de la Minerve à Rome et une statue à la Basilique Saint-Antoine de Padoue. Son œuvre écrite a été publiée par l’imprimeur Alde Manuce (Aldo Manuzio), avec un nouveau caractère créé par Francesco Griffo. Ce caractère, repris au XXe siècle, a été baptisé Bembo. Il laissa trois enfants :
  - Leone, bienheureux et sénateur ;
  - Antonio, bienheureux et jésuite ;
  - Illuminata, bienheureuse au cloître de Santa Croce.

## Armes

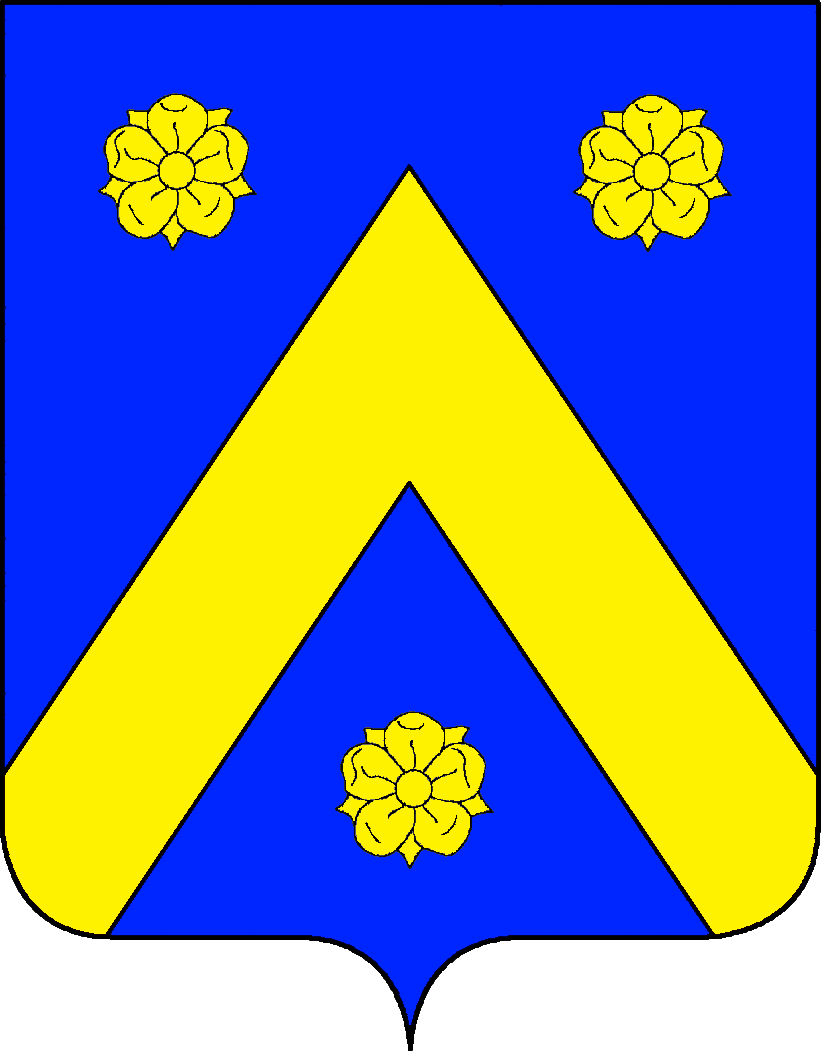
Armes de la famille Bembo

L'arme des Bembo se compose d'un chevron accompagné de trois étoiles d'or en champ d'azur.

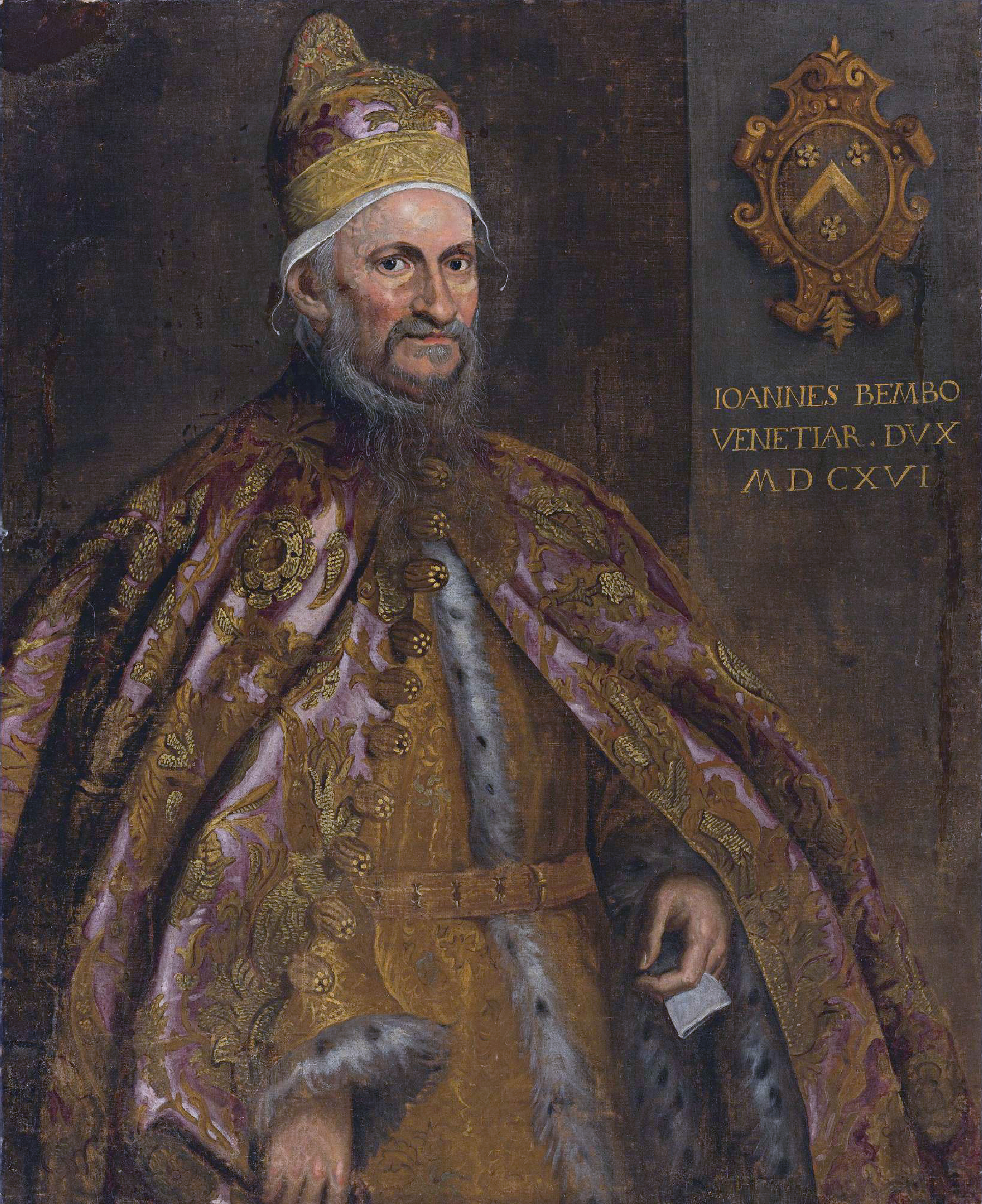
Le Doge Giovanni Bembo
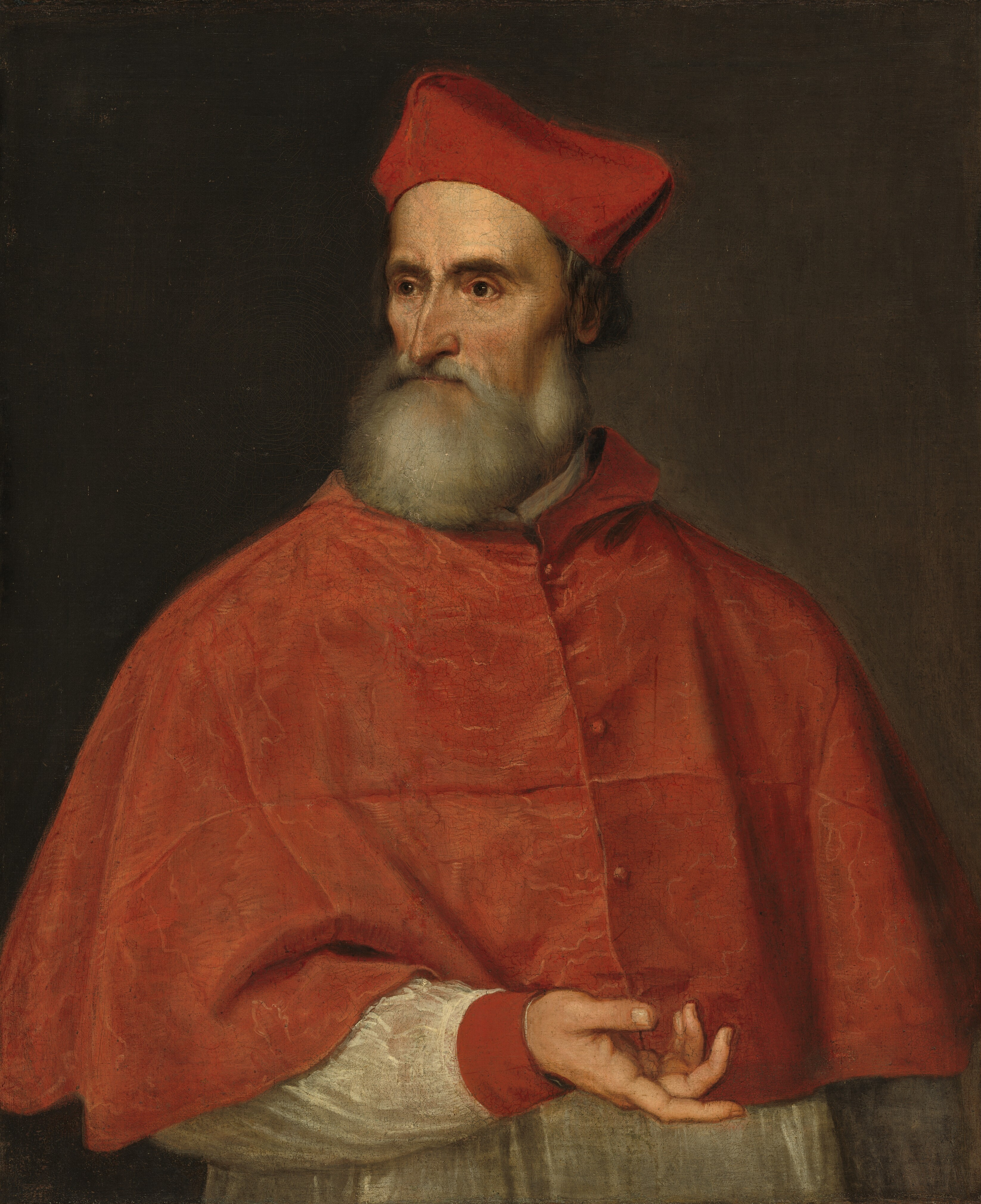
Le cardinal Pietro Bembo
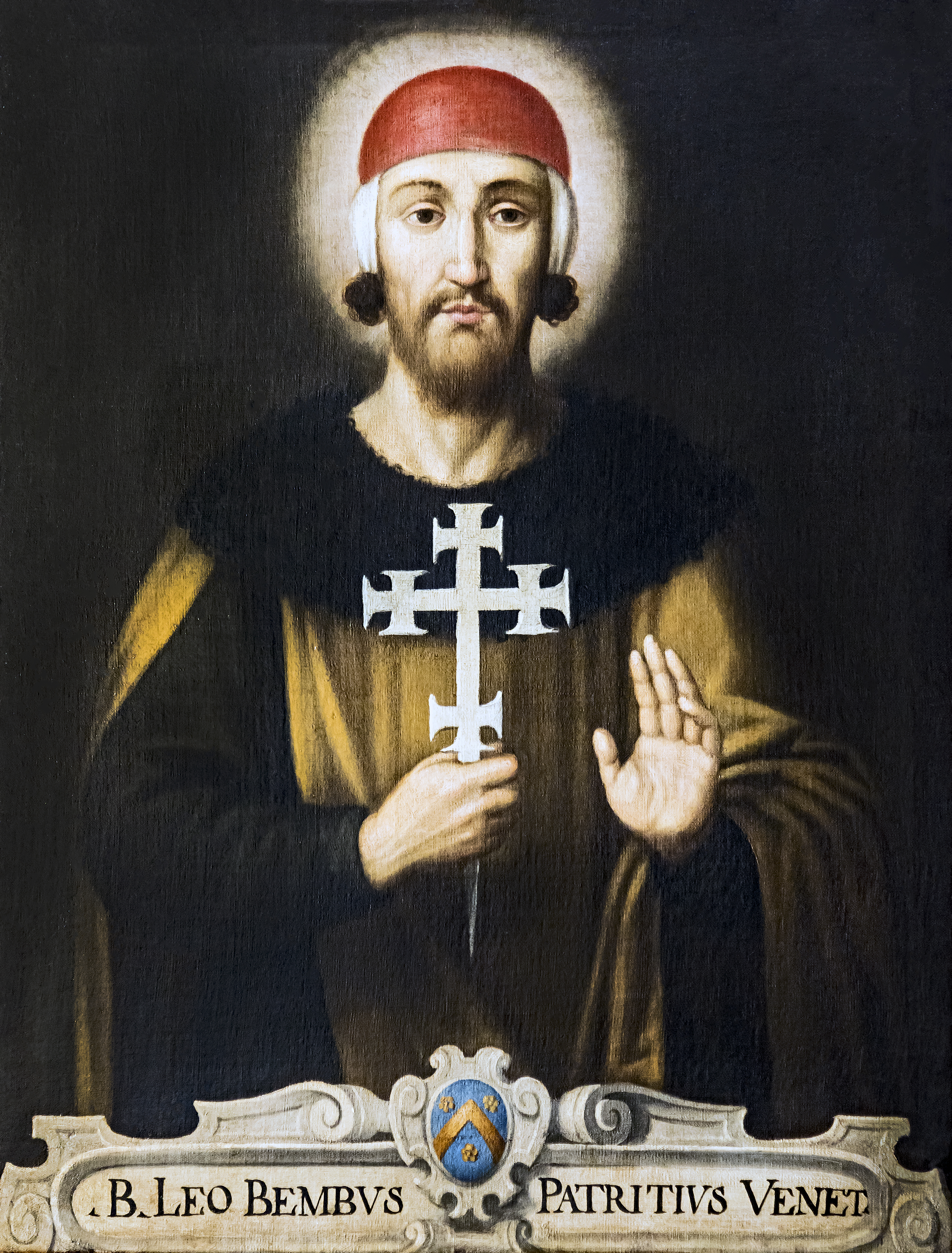
Le bienheureux Leone Bembo
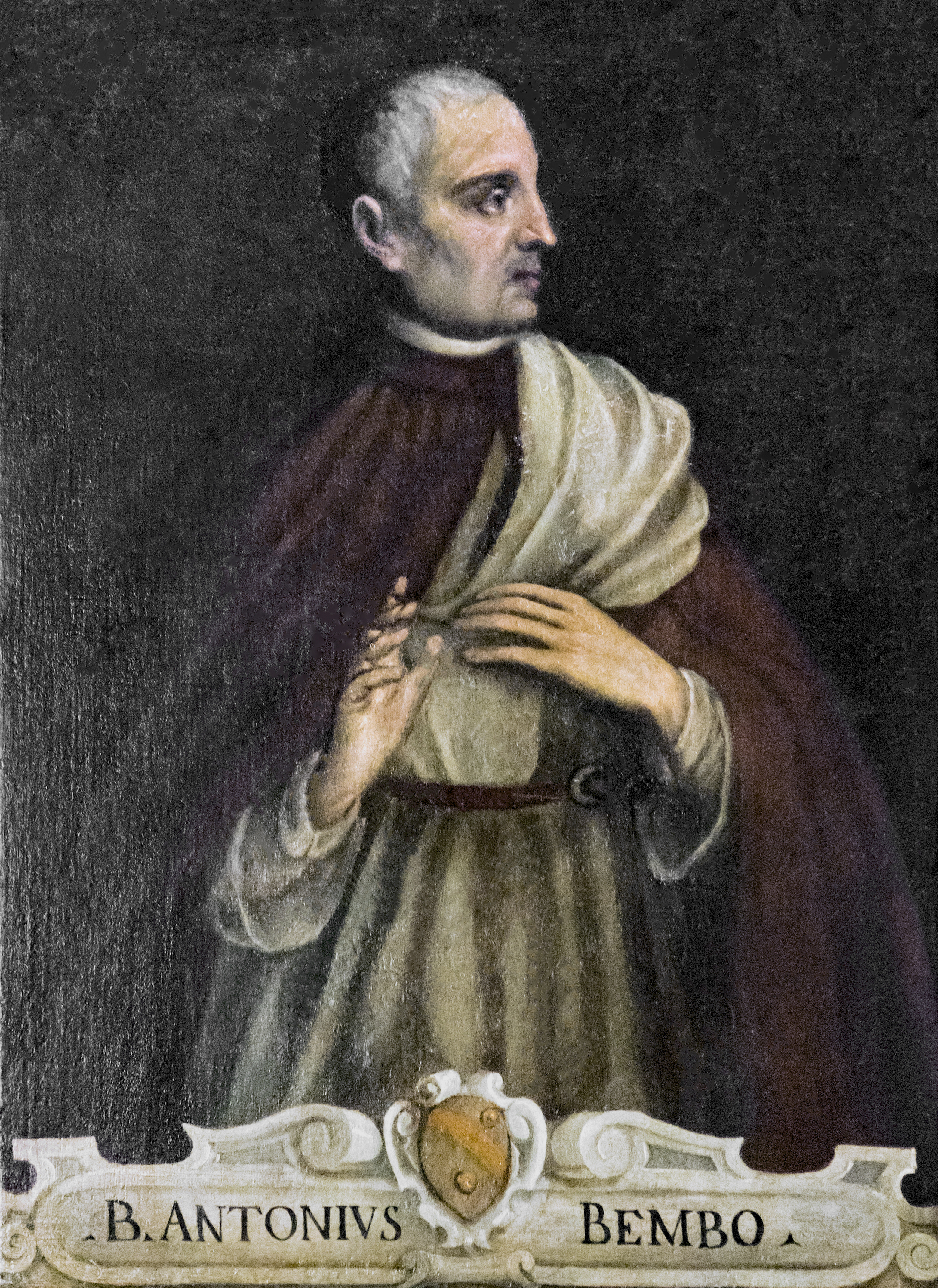
Le bienheureux Antonio Bembo
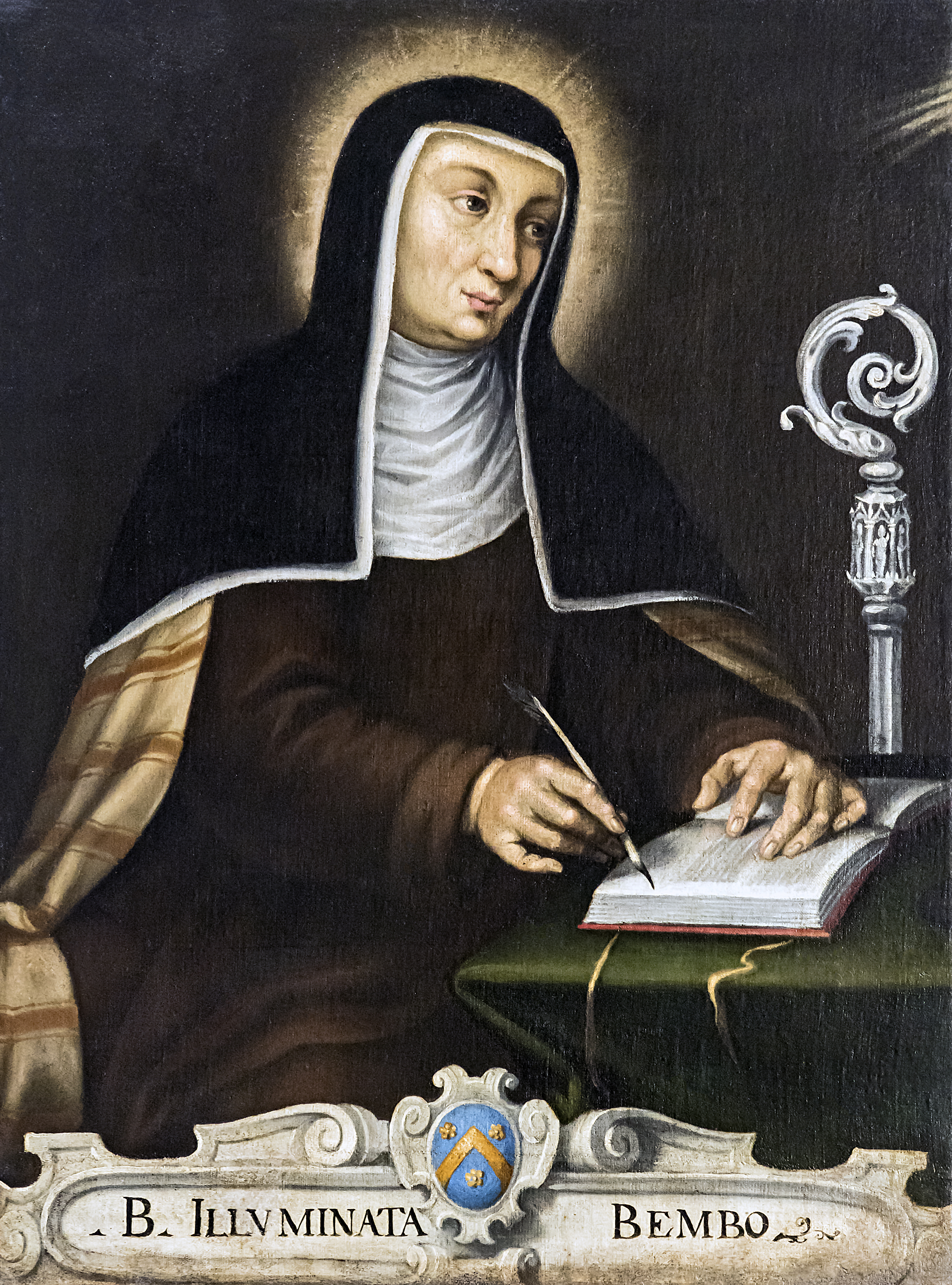
La bienheureuse Illuminata Bembo